# Jacob Saltiel
Jacob Saltiel, in ebraico יעקב שאלתיאל‎? (Salonicco, 23 maggio 1922 – 23 agosto 1988), è stato un allenatore di pallacanestro israeliano.

## Carriera
Ha guidato Israele ai Campionati del mondo del 1954 e ai Campionati europei del 1953.